# Agathis lanceolata
Agathis lanceolata — вид хвойних рослин родини араукарієвих.

## Поширення, екологія
Країни проживання: Нова Каледонія. Мешкає на висотах від 200 до 1100 м. Обмежується щільними вологими тропічними лісами на ультраосновних субстратах.

## Морфологія
Дерево до 40 м заввишки, іноді вільне від гілля на 15 м у висоту. Крона нерівна, щільна з висхідними гілками. Кора червоно-коричнева, дрібно лущиться. Бруньки кулясті, 4–8 мм в діаметрі. Молоді листки 9 см в довжину і в ширину 3,5 см, на короткій ніжці. Дорослі листки від ланцетних до еліптичних, довжиною 6–8 см, 1,6–2 см шириною, темно-зелені зверху, не сизі знизу, вершина гостра. Чоловічі стробіли в протилежних парах в пазухах листків, циліндричні, 13–23 мм в довжину і 7–10 мм в діаметрі, на довгих плодоніжках 2–4 мм. Жіночі шишки від еліптичної до глобулярної форми, довжиною 12 см 10 см в ширину. Насіння яйцеподібне, 1,2–1,5 см на 7 мм в ширину з широкими крилами довжиною 20 мм, 13 мм в ширину.

## Використання
Цей вид нещадно експлуатувався для цінної деревини, особливо в 19-му й 20-му століттях. Плантації були створені на півдні Нової Каледонії.

## Загрози та охорона
Вид має історію надмірної експлуатації. Хоча плантації були створені, незаконні рубки все ще є проблемою. Фрагментація місць проживання в зв'язку з наслідками повторних пожеж і розчищення земель ще одна проблема з більшістю груп населення, обмежених фрагментів первинних лісів, як правило, в річкових долин. Чотири основні субпопуляції захищені в ПОТ.  